# Lunik Heist
Lunik Heist es una próxima película de suspenso, drama y comedia estadounidense, escrita y dirigida por Kemp Powers en su debut como director, basada en el artículo de 2021 publicado en la MIT Technology Review titulado; «Historia de Lunik: el complot de la CIA para robar un satélite soviético» de Jeff Maysh. Está protagonizada por Jared Leto, John Mulaney y Lupita Nyong'o.

## Premisa
En 1959, durante la Carrera espacial, una exposición soviética recorrió varios países para exhibir sus logros científicos, entre los que se encontraba Luna 2, una nave espacial. Para obtener información sobre el programa Luna soviético, la CIA llevó a cabo una operación encubierta en la Ciudad de México para acceder a la nave espacial.

## Reparto y personajes
A pesar de que los actores Jared Leto, John Mulaney y Lupita Nyong'o aparecerán en la cinta, se desconocen los personajes que interpretarán.
| Actor | Personaje               | Notas |
| ----- | ----------------------- | ----- |
|       | Warren L. Dean          |       |
|       | Eduardo Diaz Silveti    |       |
|       | Winston Mackinley Scott |       |
|       | Robert M. Zambernardi   |       |
|       | Sydney Wesley Finer     |       |
|       | Boris Kolomyakov        |       |
|       | Gral. José Gómez Huerta |       |
|       | Robert C. Hill          |       |
|       | Alberto Díaz Silveti    |       |
|       | Estela                  |       |
|       | Alan Shepard            |       |
|       | Michael                 |       |
|       | John Whitten            |       |
|       | Gustavo Díaz Ordaz      |       |
|       | Adolfo López Mateos     |       |
|       | Dwight D. Eisenhower    |       |

## Producción

### Desarrollo
La película fue anunciada el 1 de noviembre de 2024, con Kemp Powers como guionista y director. Powers había escrito el guion basándose en el artículo de Jeff Maysh «Lunik: Inside the CIA's audacious plot to steal a Soviet satellite», publicado en la revista MIT Technology Review en 2021; Maysh ejerce de productor ejecutivo. 

### Elenco
Los actores Jared Leto, John Mulaney y Lupita Nyong'o se unieron al reparto el 1 de noviembre de 2024.